# (1639) Bower
(1639) Bower ist ein Asteroid des Hauptgürtels, der am 12. September 1951 vom belgischen Astronomen Sylvain Julien Victor Arend in Ukkel entdeckt wurde.
Der Name des Asteroiden wurde zu Ehren des US-amerikanischen Mathematikers und Astronomen Ernest Clare Bower vergeben.